# Алтура (Каштру-Марин)
Алтура (порт. Altura) — район (фрегезия) в Португалии, входит в округ Фару. Является составной частью муниципалитета Каштру-Марин. По старому административному делению входил в провинцию Алгарве (регион). Входит в экономико-статистический субрегион Алгарве, который входит в Алгарве. Население составляет 1920 человек на 2001 год. Занимает площадь 10,88 км².